# Украинская стратегия Гройсмана
Украинская Стратегия Гройсмана — украинская политическая партия, основанная как «Винницкая европейская стратегия» 30 января 2015 года. 7 июня 2019 состоялся первый очередной съезд.

## История

### Винницкая европейская стратегия
Партия основана в январе 2015 года. Тогда она носила название «Народная трибуна». Её первым руководителем стал Андрей Смольянинов.
В августе 2015 партию переименовали в «Винницкую европейскую стратегию» (ВЕС).
На местных выборах 2015 года партия завела в Винницкий горсовет 20 своих представителей (в частности мандат получил и отец Гройсмана). В Винницком горсовете 7-го созыва депутаты ВЕС сформировали коалицию с представителями Блока Петра Порошенко «Солидарность». Мэром Винницы также стал представитель ВЕС Сергей Моргунов.
С 2016 по 2019 года партия носила название «Украинская стратегия». Партию возглавил секретарь Винницкого городского совета Павел Яблонский, избранный депутатом от тогда ещё «Винницкой европейской стратегии».

### Украинская Стратегия Гройсмана
В июне 2019 партию переименована в «Украинская стратегия Гройсмана», а руководителем стал Владимир Гройсман — премьер-министр Украины по каденции президента Украины Петра Порошенко.
В июле 2019 на внеочередных выборах в Верховную Раду партия выдвинула 63 кандидатов в избирательных списках, ни один из которых в Раду не прошел. Сам Владимир Гройсман баллотировался в Верховную Раду под номером 1 в списке партии. В общем партия заняла лишь девятое место с результатом 2,41 % (352 934 голоса избирателей). Больше всего голосов за партию отдали на малой родине Владимир Гройсман — в Винницкой области. Там она с результатом 15,39 % уступила лишь «Слуге народа» (37,91 %).
В сентябре 2020-го на форуме партии представили 54 кандидатов в депутаты Винницкого городского совета, 49 кандидатов на должности председателей объединённых территориальных общин и 84 кандидата в депутаты Винницкого областного совета.

## Ссылка
- Официальная страница партии
- ПОЛІТИЧНА ПАРТІЯ «УКРАЇНСЬКА СТРАТЕГІЯ ГРОЙСМАНА»